# The Heart, She Holler
The Heart, She Holler è una serie televisiva statunitense del 2011, creata da Vernon Chatman e John Lee.
Descritta come un "dramma ad atmosfera gotica", la serie è un intreccio tra soap opera e commedia surreale politicamente scorretta.
La serie è stata trasmessa per la prima volta negli Stati Uniti su Adult Swim dal 6 novembre 2011 all'11 dicembre 2014, per un totale di 28 episodi ripartiti su tre stagioni.

## Trama
Dopo la morte di Hoss Heartshe, suo figlio a lungo nascosto Hurlan torna a gestire la città e viene bloccato in un conflitto con le sue due sorelle Hurshe e Hambrosia.

## Episodi
| Stagione         | Episodi | Prima TV USA | Prima TV Italia |
| ---------------- | ------- | ------------ | --------------- |
| Prima stagione   | 6       | 2011         | inedita         |
| Seconda stagione | 14      | 2013         | inedita         |
| Terza stagione   | 8       | 2014         | inedita         |

## Personaggi e interpreti

### Personaggi principali
- Hurlan Heartshe (stagioni 1-3), interpretato da Patton Oswalt.
- Hurshe Heartshe (stagioni 1-3), interpretata da Kristen Schaal (st. 1) e Amy Sedaris (st. 2-3).
- Hambrosia Heartshe (stagioni 1-3), interpretata da Heather Lawless.
- Sceriffo (stagioni 1-3), interpretato da Joseph Sikora (st. 1-2) e Scott Adsit (st. 3).
- "Boss" Hoss Heartshe (stagioni 1-3), interpretato da Jonathan Hadary.
- "Meemaw" Virginia Dare (stagioni 1-3), interpretata da Judith Anna Roberts.

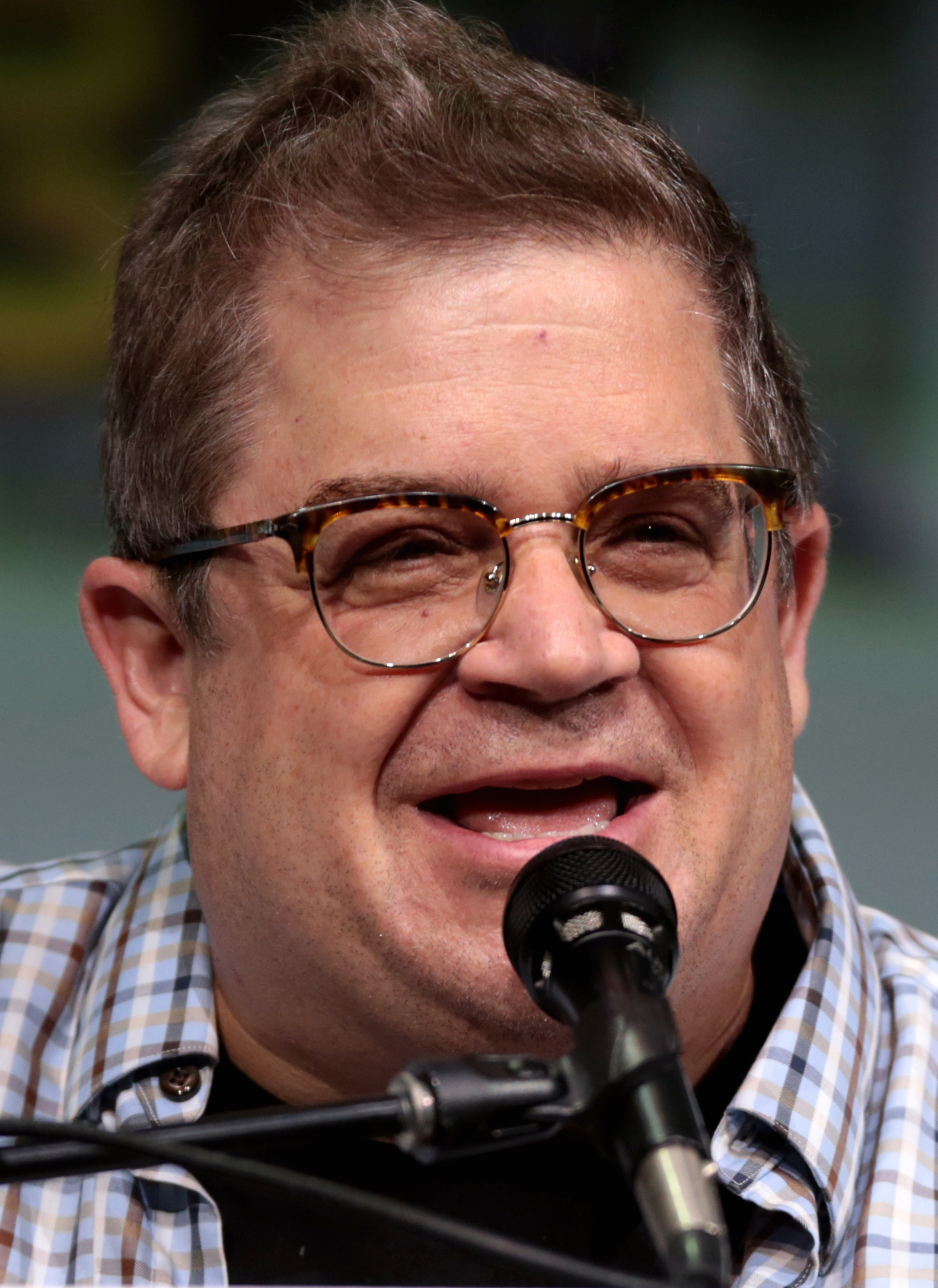
Patton Oswalt al San Diego Comic-Con nel 2017
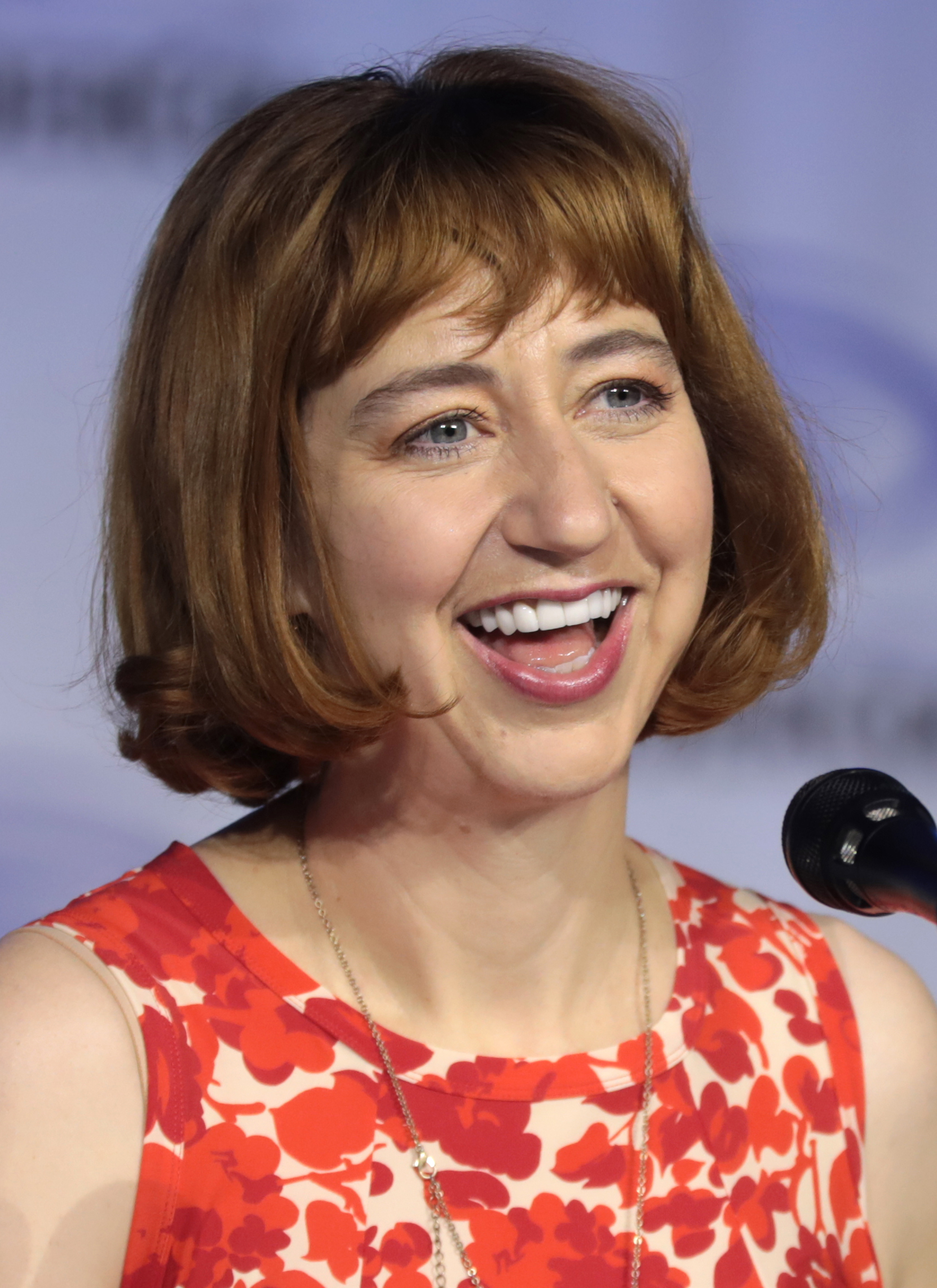
Kristen Schaal al WonderCon nel 2022
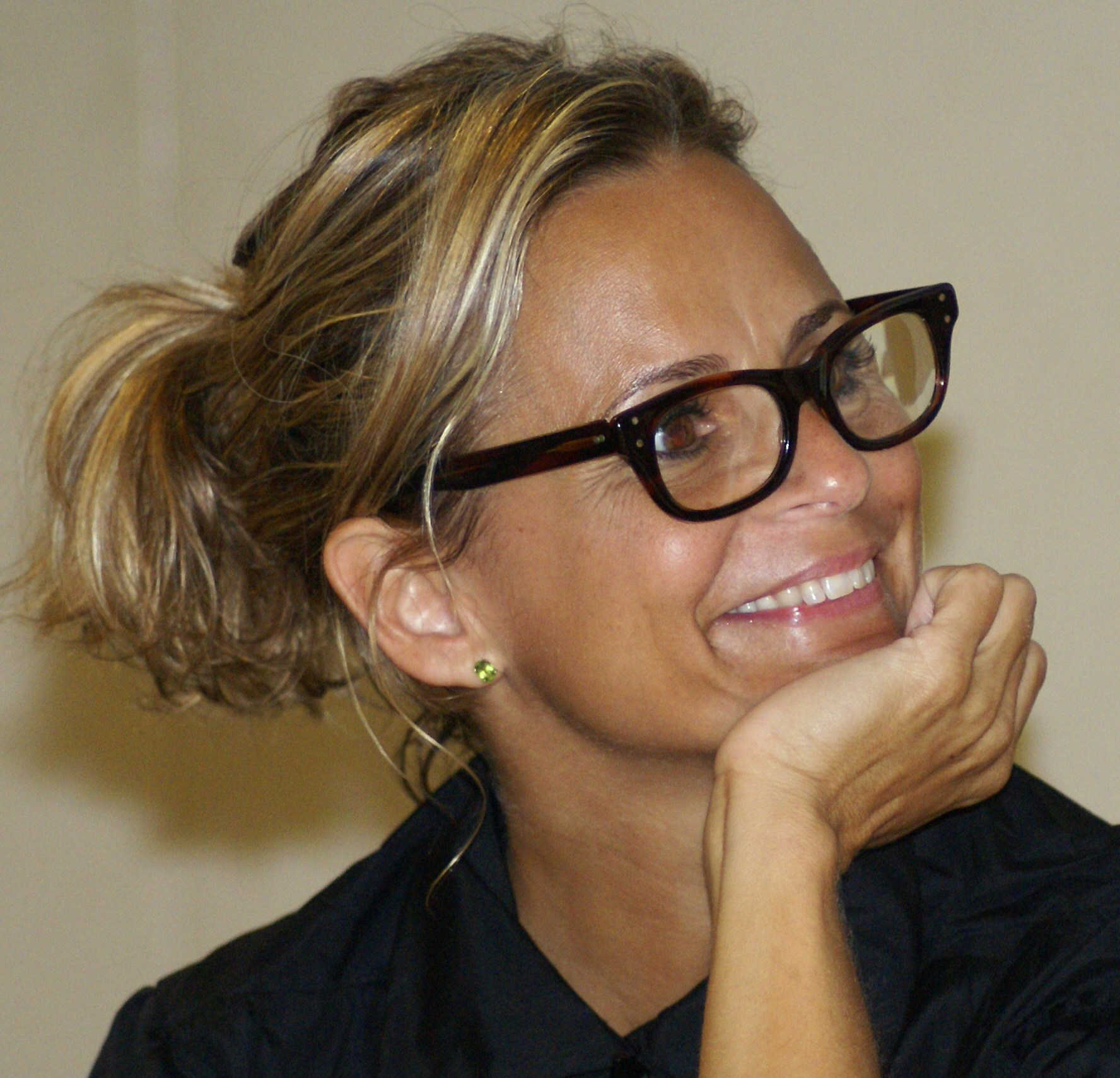
Amy Sedaris al BlogHer nel 2007
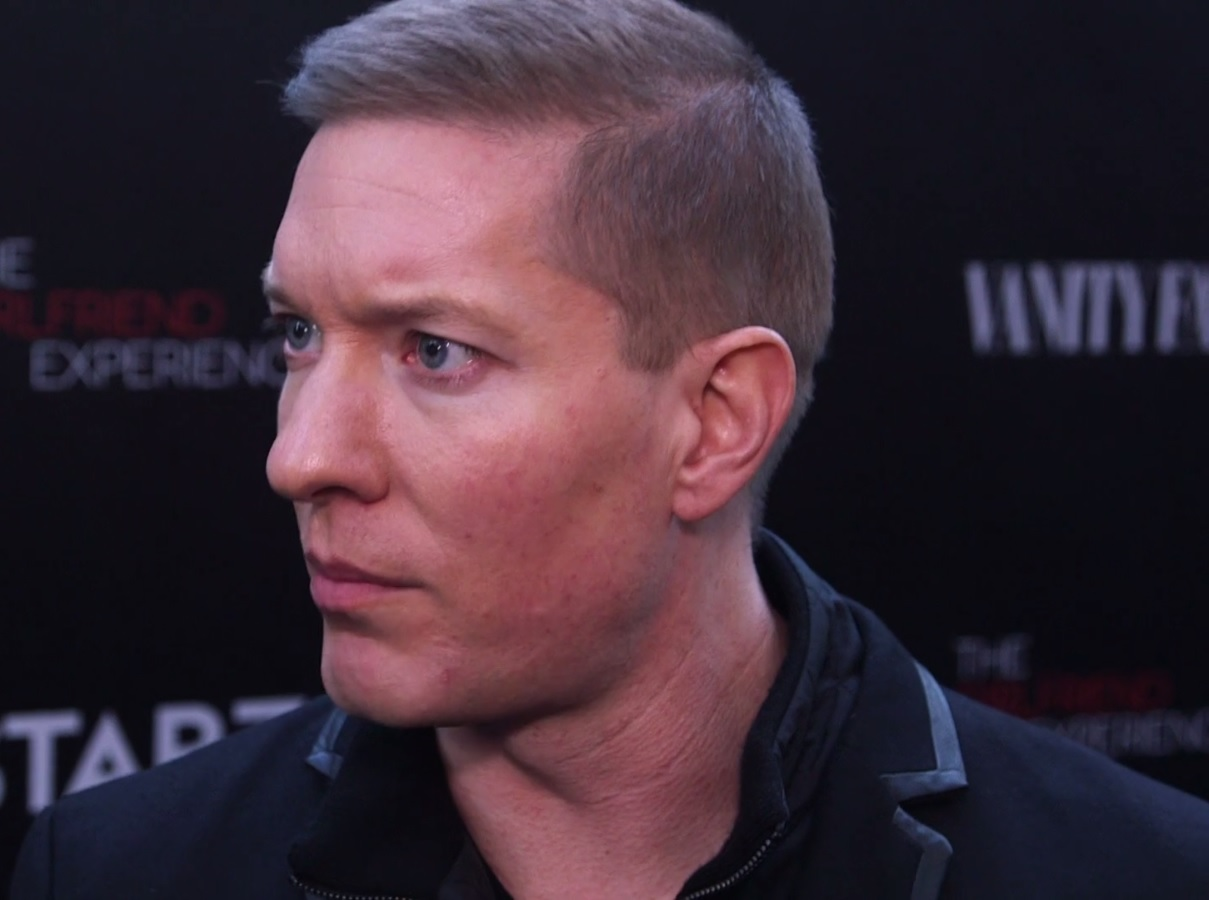
Joseph Sikora nel 2016
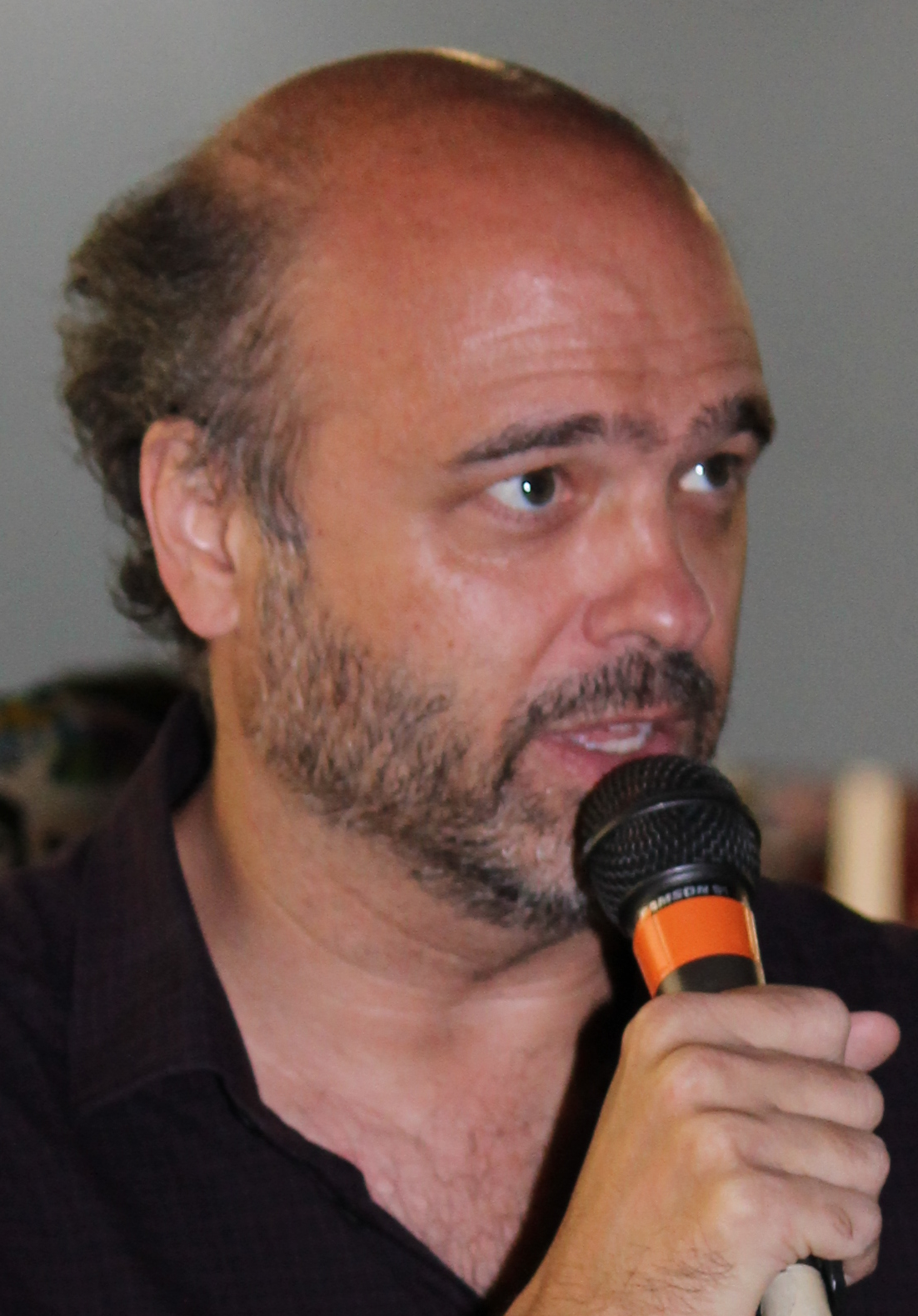
Scott Adsit al Florida Supercon nel 2014

### Personaggi ricorrenti
- Doc (stagioni 1-3), interpretato da Kevin Breznahan.
- Reverendo (stagioni 1-3), interpretato da Leo Fitzpatrick.
- Cutter (stagioni 1-3), interpretato da Michael Laurence.
- Jacket (stagioni 1-3), interpretato da David Cross.
- Direne (stagioni 1-3), interpretata da Jennifer Regan.
- Clem (stagioni 1-2), interpretato da John Gemberling.
- Barista (stagioni 1-3), interpretato da Bill Walters.
- Contadino (stagione 2), interpretato da Ari Barkan.

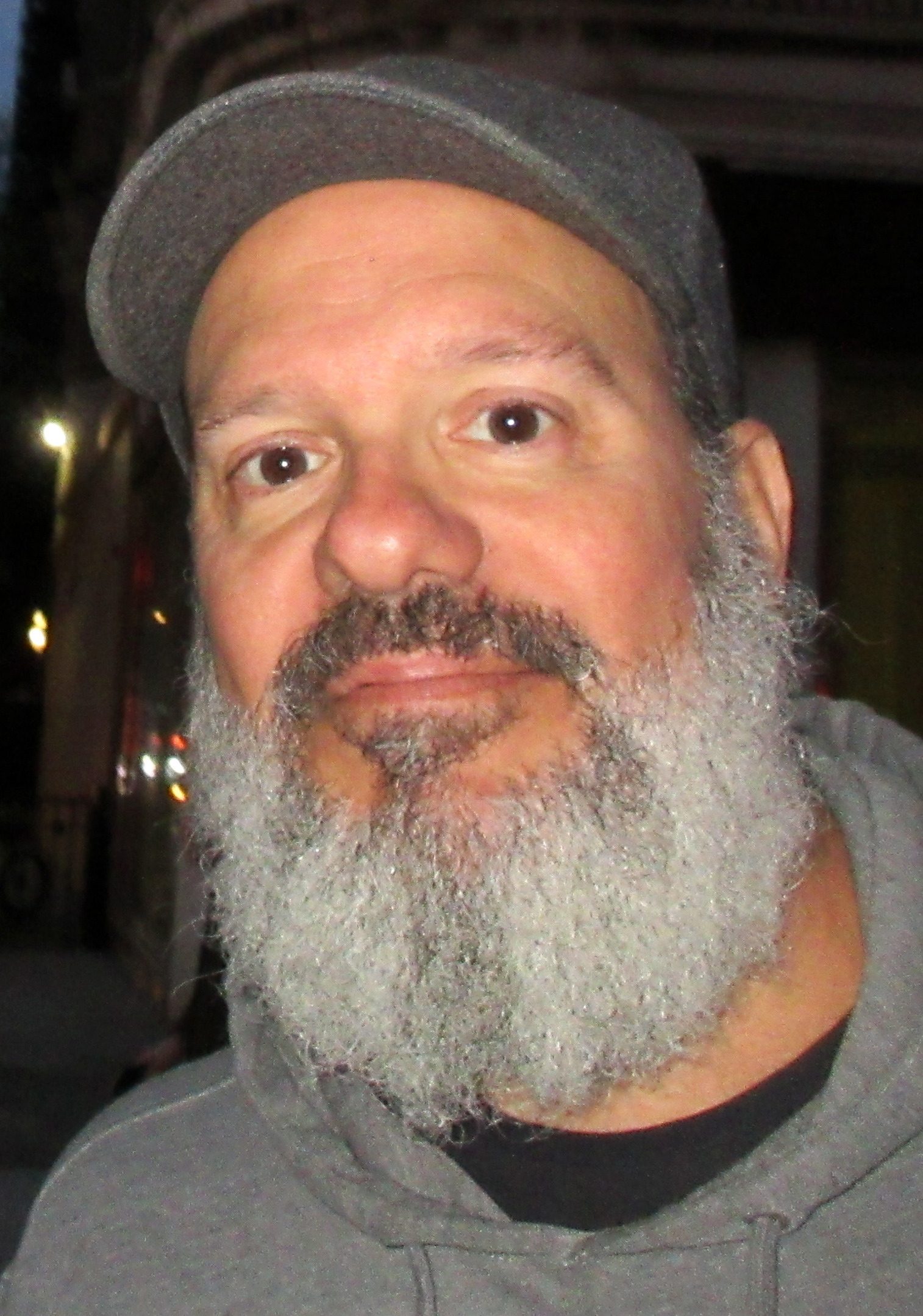
David Cross nel 2019